# Amando Blanquer Ponsoda
Amando Blanquer Ponsoda (Alcoy (Alicante), 5 februari 1935 – Valencia, 7 juli 2005) was een Spaans componist, musicus en muziekpedagoog.

## Levensloop
Als klein jongetje was hij al lid van de Banda Primitiva in zijn geboortestad Alcoy en kreeg les in piccolo, fluit, hoorn, viool en piano. Daar kreeg hij ook zijn eerste les voor muziektheorie en harmonieleer. Zijn studies deed hij aan het Conservatorio Superior de Música "Joaquin Rodrigo" van Valencia bij Manuel Palau Boix en Miguel Asins Arbó. In 1958 ging hij naar Parijs en voltooide zijn compositie-studies bij Daniel Lesur en Olivier Messiaen aan het Conservatoire national supérieur de musique in Parijs. In 1962 kreeg hij een studiebeurs en het volgden nog verdere studies in Rome aan de befaamde Academia di Santa Cecilia.
In 1959 werd hij leider van de compositie-klas aan het Conservatorio Superior de Música "Joaquin Rodrigo" van Valencia, waar hij van 1971 tot 1975 directeur was.
Voor zijn composities kreeg hij talrijke onderscheidingen en prijzen, bijvoorbeeld de Premio Nacional Maestro Villa voor zijn Concierto para banda en de Joaquín Turina Prijs voor Invenciones para orquesta. Zijn oeuvre omvat rond 100 composities, met onder andere twee opera's, 27 orkestwerken, 9 werken voor banda (harmonieorkest), solowerken, koorwerken en kamermuziek.

## Composities (Uittreksel)

### Werken voor orkest
- 1974 Concierto de cámara voor kamerorkest
- 1975 Homenaje a Juan Ramón Jiménez, voor gitaar en orkest
- 1991 Breves reencuentros, voor twee fluiten en strijkorkest
- 1991 Concierto para 4 Trompas y Orquesta
- Ausiàs March en Concert
- Concerto Fagot e Orquesta
- Concierto para trompa y orquesta
- La Sinfonieta
- Oda a Manuel de Falla, voor strijkorkest, klavecimbel (of piano) en slagwerk
- Triptic Orquestal
  1. Preludi
  2. Coral
  3. Toccata

### Werken voor banda (harmonieorkest)
- 1953 Rumbo alegre, paso-doble
- 1953 El petit Adolfín Bernabéu, paso-doble
- 1954 Julio Pastor, paso-doble
- 1956 Escultura, paso-doble
- 1956 Musical Apolo, paso-doble
- 1957 "Abencerrajes" - Tarde de Abril, Marcha Mora
- 1958 Aleluya, Prozessie Mars (Marcha Cristiana)
- 1958 L'Embaixador, Marcha Mora
- 1958 María Rosa, paso-doble
- 1958 Mascarada festera, Marcha Mora
- 1961 Tres Dances Valencianes
  1. Dansa Caracteristica
  2. Ball de Vellas
  3. Jota
- 1962 Así desfilan, paso-doble
- 1962 Salmo, Marcha Cristiana
- 1967 Any d'alferis, Marcha Mora
- 1968 Marcha homenaje, Marcha
- 1971 Concierto para banda
  1. Allegro
  2. Adagio - Andante- Adagio
  3. Tempo de Marcia
- 1979 Triptic para Banda
- 1982 Marxa del centenari, Marcha Mora
- 1982El capità i els cavallers, paso-doble
- 1983 Invencions per a banda
- 1985 Iridiscencias Sinfonicas
  1. Hoqueto: Allegro non tanto: Allegretto grazioso - Allegro vivace
  2. Intermedio
  3. Ricercar: Moderato - Allegretto grazioso
- 1986 Elda, Marcha Mora
- 1987 Rituals i Dances d'Algemesí, symfonische suite voor banda (harmonieorkest)
- 1988 El Somni, Marcha Mora
- 1990 La Romana, paso-doble
- 1990 Les noces de llibertat, Marcha
- 1991 Gloses II
  1. Moderato
  2. Mosso
  3. Moderato
  4. Mosso, con certo vivacita
  5. Allegro jubiloso
- 1995 Tino Herrera, Marcha Cristiana
- 2000 Moment de Festa, Marcha Mora voor koor en harmonieorkest
- 2001 Entornos - Sinfonía para instrumentos de viento
  1. Allegro Grazioso
  2. Lento
  3. Fanfarria y Coral
- 2002 Mujer Alcoyana, paso-doble
- 2002 Paco Verdú, Marcha Mora
- 2004 Águiles i Cadenes, Marcha Cristiana
- 2005 La Torre es Cristiana, Marcha Cristiana
- 2005 La Torre es Mora, Marcha Mora

### Vocale muziek
- 1994 Ariettas becquerianas, voor sopraan en piano - tekst: Gustavo Adolfo Bécquer
- 1996 Canciones Marineras voor zang en piano - tekst: Rafael Alberti
- 1995 Impromptus a María Luisa voor sopraan en orkest - tekst: Adrián Miró
- L'Infant de les quatre estacions voor zang en piano - tekst: María Beneyto

### Werken voor koor
- 1975 Tres Cançons Sentimentals, voor gemengd koor
  1. Tonada de joventut
  2. Cançoneta del foc secret
  3. La viudeta
- A Betlem m’en vaig, voor gemengd koor
- Airecillos de Belén, voor gemengd koor
- Exultate Deo, voor gemengd koor en orgel
- Tríptic Nadalenc, voor gemengd koor
  1. Pastoret on vas?
  2. Feu-me Llenya
  3. A Betlem me'n vaig

### Missen, Cantates en geestelijke muziek
- 1982 Misa a Sant Jordi, voor solisten, groot gemengd koor en banda (harmonieorkest)
  1. Entrada
  2. Kyrie
  3. Gloria
  4. Credo
  5. Sanctus-Benedictus
  6. Padrenuestro
  7. Agnus Dei
  8. Meditación
  9. Ruego a San Jorge
- Quasi oliva speciosa, cantate tot de eer van Mare de Déu de l'Olivar, d'Alaquàs, voor koor en orkest - tekst: Antoni Ferrer i Perales

### Muziektheater
- 1990 Tríptic de Tirant lo Blanc, scenische cantate
- 1992 El triomf de Tirant, opera, 2 actes - libretto: Josep Lluís Sirera en Rodolf Sirera gebaseerd op "Tirant lo Blanc", van Joanot Martorell

### Kamermuziek
- 1970 Sonatina, voor viool en piano
- 1972 Divertimento Giocoso voor blazerskwintet
  1. Serenata
  2. Intermezzo
  3. Burlesca
  4. Ronda
- 1973 Cuaderno de Monóvar voor strijkkwartet - ter nagedachtenis van José Martínez Ruiz
- 1976 Fantasía, voor gitaar, viool en piano 
  1. Exaltación
- 1978 Sonatina Jovenívola, voor fluit en piano
- 1979 Suite Litúrgica, voor koperoktet en vijf slagwerkers
- 1985 Epifonias siete piezas para flauta y piano (voor fluit en piano)
- 1990 L'ós hispànic, minisuite voor contrabas (of tuba) en piano
- 1994 Tema y Variaciones voor blazerskwintet
- 2000 Celístia voor viool, cello en piano
- 1979 Tres Piezas Breves voor fluit, klarinet en fagot
  1. Rondino
  2. Cantinela
  3. Marcha
- Abracadabra
- Breves Reencuentros voor twee fluiten
- Breves Reencuentros voor strijkkwintet
- Dédalo, voor klarinet en piano
- Homenaje a Béla Bartók
- Improvisación en trío, voor viool, trompet en piano
- Ofrena a Petrassi
- Peçes heràldiques, voor twee trompetten en piano
- Sonata para Violoncello y Piano
- Sonate, voor trompet en piano
- Tres Interludis, voor drie trompetten

### Werken voor piano
- 1960 Piezas Breves
- 1963 Variaciones para piano
- 1975 Quatre preludis per a piano
- 1984 Homenajes
- 1987 Una página para Rubinstein
- Sonatina Naïf

### Werken voor gitaar
- 1989 Homenaje a Juan Sebastian Bach, preludio y fuga sobre B-A-C-H
- Sonatina voor gitaar solo

## Publicaties
- Amando Blanquer Ponsoda: Análisis de la Forma Musical - curso teórico-analítico. Piles Editorial de Musica S.A., Valencia. 1989. 151 p.
- Amando Blanquer Ponsoda: Técnica del Contrapunto. Real Musical S.A., Madrid. 1984. 160 p.

- Biblioteca Nacional de España: XX960054
- Bibliothèque nationale de France: cb11992043g (data)
- Catàleg d'autoritats de noms i títols de Catalunya: 981058509807906706
- CiNii: DA12432658
- Gemeinsame Normdatei: 129289701
- International Standard Name Identifier: 0000 0000 8365 0877
- Library of Congress Control Number: n83189450
- Nederlandse Thesaurus van Auteursnamen: 288394054
- Système universitaire de documentation: 02799564X
- Virtual International Authority File: 24610434
- WorldCat: E39PBJdcCT99Hkc3JmfTDTrrMP